# Yannis Ngakoutou
Yannis Clarence Ngakoutou Yapéndé (Saint-Denis, 30 settembre 1998) è un calciatore francese naturalizzato gabonese, difensore del Balagne.

## Biografia
Anche i suoi due fratelli Quentin e Wesley sono calciatori professionisti.

## Carriera

### Club
Ha giocato nelle serie minori francesi (mai oltre la quarta divisione).

### Nazionale
Nel gennaio del 2022 viene incluso dal CT dalla nazionale gabonese nella lista finale per la Coppa delle nazioni africane 2021.
Fa il suo esordio pochi giorni più tardi in occasione dell'amichevole pareggiata 1-1 contro la Mauritania.

## Statistiche
Statistiche aggiornate al 14 gennaio 2022.

### Presenze e reti nei club
| Stagione        | Squadra           | Campionato      | Campionato | Campionato | Coppe nazionali | Coppe nazionali | Coppe nazionali | Coppe continentali | Coppe continentali | Coppe continentali | Altre coppe | Altre coppe | Altre coppe | Totale | Totale | Totale |
| Stagione        | Squadra           | Comp            | Pres       | Reti       | Comp            | Pres            | Reti            | Comp               | Pres               | Reti               | Comp        | Pres        | Reti        | Pres   | Reti   |        |
| --------------- | ----------------- | --------------- | ---------- | ---------- | --------------- | --------------- | --------------- | ------------------ | ------------------ | ------------------ | ----------- | ----------- | ----------- | ------ | ------ | ------ |
| 2015-2016       | Monaco 2          | CFA             | 2          | 0          |                 | -               | -               |                    | -                  | -                  |             | -           | -           | 2      | 0      |        |
| 2017-2018       | Monaco 2          | N2              | 27         | 1          |                 | -               | -               |                    | -                  | -                  |             | -           | -           | 27     | 1      |        |
| 2018-2019       | Monaco 2          | N2              | 9          | 0          |                 | -               | -               |                    | -                  | -                  |             | -           | -           | 9      | 0      |        |
| 2019-2020       | Monaco 2          | N2              | 13         | 0          |                 | -               | -               |                    | -                  | -                  |             | -           | -           | 13     | 0      |        |
| 2021-2022       | Lyon-La Duchère 2 | N3              | 6          | 0          |                 | -               | -               |                    | -                  | -                  |             | -           | -           | 6      | 0      |        |
| 2021-2022       | Lyon-La Duchère   | N2              | 6          | 0          | CF              | 0               | 0               |                    | -                  | -                  |             | -           | -           | 6      | 0      |        |
| Totale carriera | Totale carriera   | Totale carriera | 63         | 1          |                 | 0               | 0               |                    | -                  | -                  |             | -           | -           | 63     | 1      |        |

### Cronologia presenze e reti in nazionale
| Cronologia completa delle presenze e delle reti in nazionale ― Gabon | Cronologia completa delle presenze e delle reti in nazionale ― Gabon | Cronologia completa delle presenze e delle reti in nazionale ― Gabon | Cronologia completa delle presenze e delle reti in nazionale ― Gabon | Cronologia completa delle presenze e delle reti in nazionale ― Gabon | Cronologia completa delle presenze e delle reti in nazionale ― Gabon | Cronologia completa delle presenze e delle reti in nazionale ― Gabon | Cronologia completa delle presenze e delle reti in nazionale ― Gabon |
| Data                                                                 | Città                                                                | In casa                                                              | Risultato                                                            | Ospiti                                                               | Competizione                                                         | Reti                                                                 | Note                                                                 |
| -------------------------------------------------------------------- | -------------------------------------------------------------------- | -------------------------------------------------------------------- | -------------------------------------------------------------------- | -------------------------------------------------------------------- | -------------------------------------------------------------------- | -------------------------------------------------------------------- | -------------------------------------------------------------------- |
| 4-1-2022                                                             | Dubai                                                                | Mauritania                                                           | 1 – 1                                                                | Gabon                                                                | Amichevole                                                           | -                                                                    | Uscita                                                               |
| 18-1-2022                                                            | Yaoundé                                                              | Gabon                                                                | 2 – 2                                                                | Marocco                                                              | Coppa d'Africa 2021                                                  | -                                                                    | 88’                                                                  |
| 4-6-2022                                                             | Kinshasa                                                             | RD del Congo                                                         | 0 – 1                                                                | Gabon                                                                | Qual. Coppa d'Africa 2023                                            | -                                                                    | 55’                                                                  |
| Totale                                                               |                                                                      | Presenze                                                             | 3                                                                    |                                                                      | Reti                                                                 | 0                                                                    |                                                                      |